# Gwadar
Gwadar (Urdu گوادر) ist eine pakistanische Hafenstadt mit etwa 264.000 Einwohnern. Sie ist Verwaltungssitz des gleichnamigen Distrikts Gwadar.

## Lage

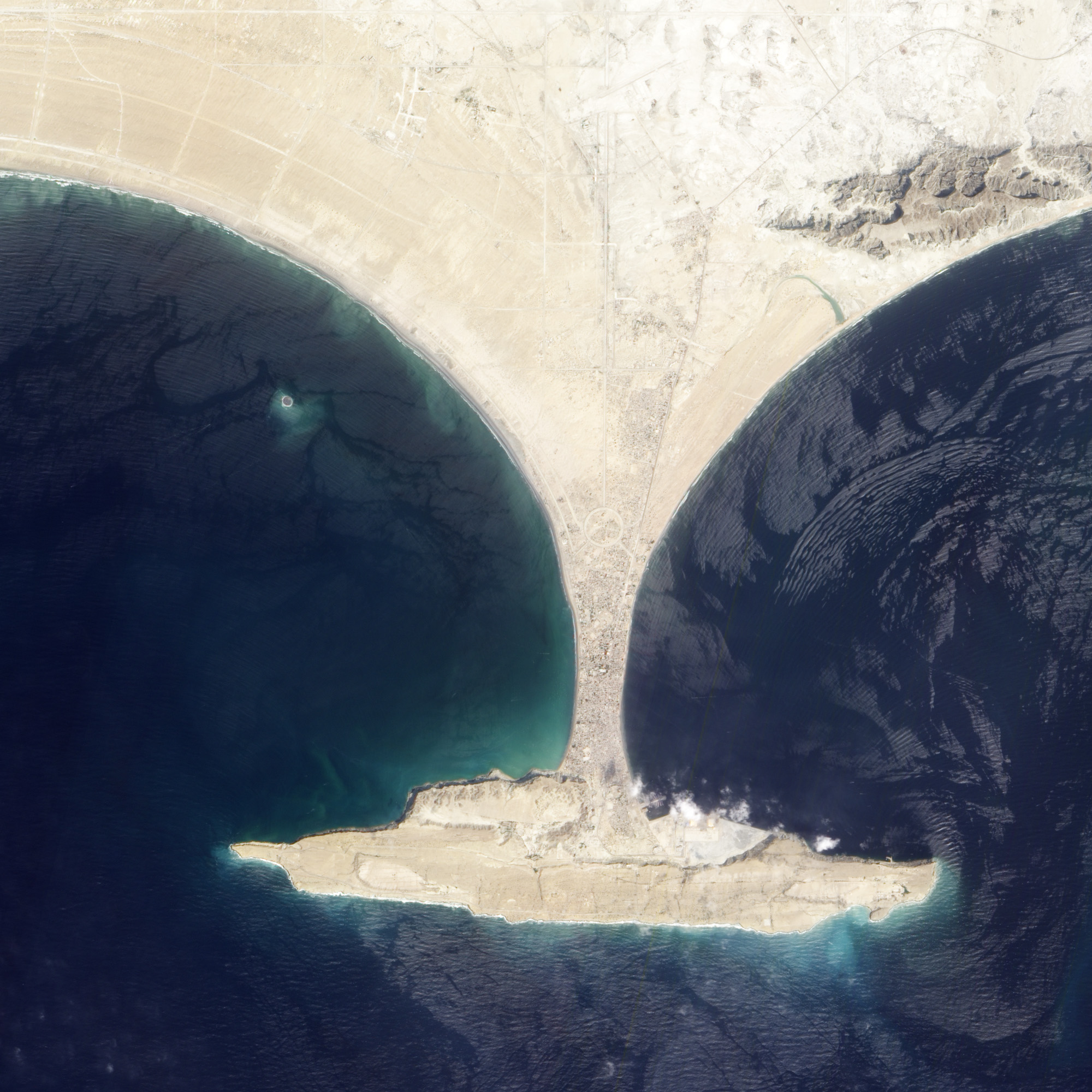
Satellitenbild der Halbinsel Gwadar

Gwadar liegt etwa 475 km westlich von Karatschi am Arabischen Meer im Südwesten des Landes in der wüstenhaften Region Makran, die zu Belutschistan gehört. Turbat, die Hauptstadt Makrans, liegt etwa 220 km nordöstlich.
Die Stadt Gwadar liegt auf einer nach Süden ins Meer ragenden niedrigen, sandigen und langgestreckten Halbinsel, die ebenfalls Gwadar heißt und im Laufe der Jahrtausende zwischen der Festlandsküste und einem vorgelagerten, 13 km langen und bis zu 3 km breiten Felsplateau, dem bis 137 m hohen Koh-e-Batil, angespült wurde. Die somit hammerförmige Halbinsel hat eine Fläche von 570 km² und bildet in ihrem Westen und Osten zwei halbkreisförmige Buchten, die Paddi Zirr (West Bay) und die Deymi Zirr (East Bay).

## Klima
In Gwadar herrscht Wüstenklima und es gibt im ganzen Jahr fast keinen Niederschlag (durchschnittliche Jahrestemperatur 26,2 °C, durchschnittlicher Jahresniederschlag 106 mm). Die höchste jemals gemessene Regenmenge innerhalb von 24 Stunden gab es mit 227 mm am 6. Juni 2010 im Gefolge des Zyklons Phet.
|                        | Jan  | Feb  | Mär  | Apr  | Mai  | Jun  | Jul  | Aug  | Sep  | Okt  | Nov  | Dez  |   |      |
| Mittl. Temperatur (°C) | 18,9 | 20,5 | 24,3 | 27,3 | 30,6 | 31,8 | 30,7 | 29,7 | 28,9 | 27,6 | 24,0 | 20,2 | ⌀ | 26,2 |
| Mittl. Tagesmax. (°C)  | 24,3 | 26,0 | 30,0 | 33,0 | 36,0 | 36,1 | 34,2 | 33,2 | 33,2 | 33,7 | 30,3 | 26,1 | ⌀ | 31,4 |
| Mittl. Tagesmin. (°C)  | 13,6 | 15,1 | 18,6 | 21,7 | 25,3 | 27,5 | 27,3 | 26,2 | 24,6 | 21,6 | 17,8 | 14,4 | ⌀ | 21,2 |
|                        |      |      |      |      |      |      |      |      |      |      |      |      |   |      |
| Niederschlag (mm)      | 30   | 17   | 11   | 8    | 1    | 2    | 11   | 1    | 1    | 1    | 4    | 19   | Σ | 106  |

| 13,6 |

| 15,1 |

| 18,6 |

| 21,7 |

| 25,3 |

| 27,5 |

| 27,3 |

| 26,2 |

| 24,6 |

| 21,6 |

| 17,8 |

| 14,4 |

| 13,6 |

| 15,1 |

| 18,6 |

| 21,7 |

| 25,3 |

| 27,5 |

| 27,3 |

| 26,2 |

| 24,6 |

| 21,6 |

| 17,8 |

| 14,4 |

## Einwohner
Die Bevölkerung besteht ganz überwiegend aus Belutschen, die verschiedenen Stämmen angehören (Hoots, Gihckis, Kauhdas, Meers, Kalmati, Dashti und Rind), und die vorherrschende Sprache ist das Belutschische. In Gwadar existiert ein altes Zentrum der ismailitischen Gemeinde. Die Ismailiten spielen eine zentrale Rolle in der Stadt und der lokalen Gesellschaft.

## Geschichte

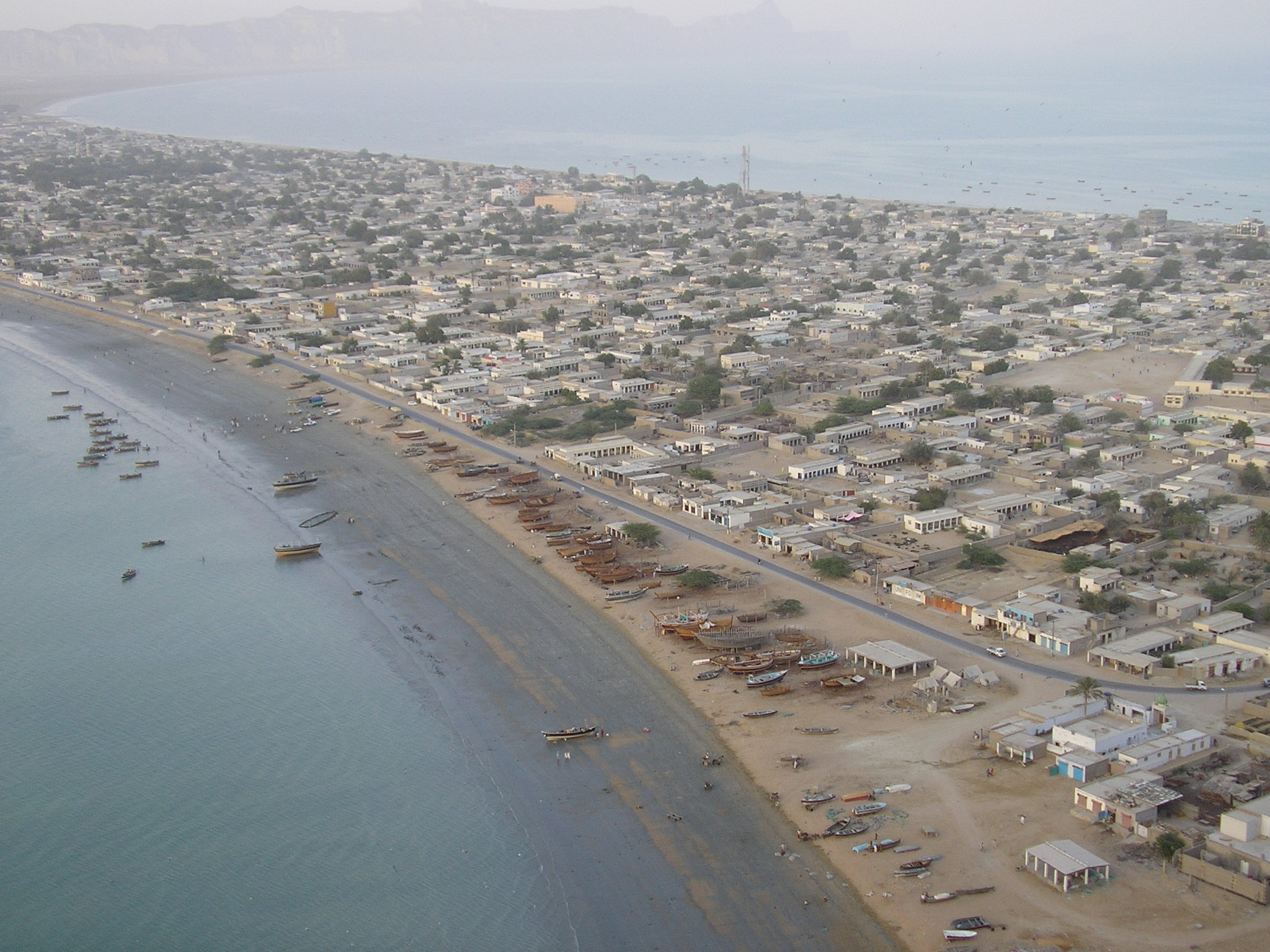
Gwadar City

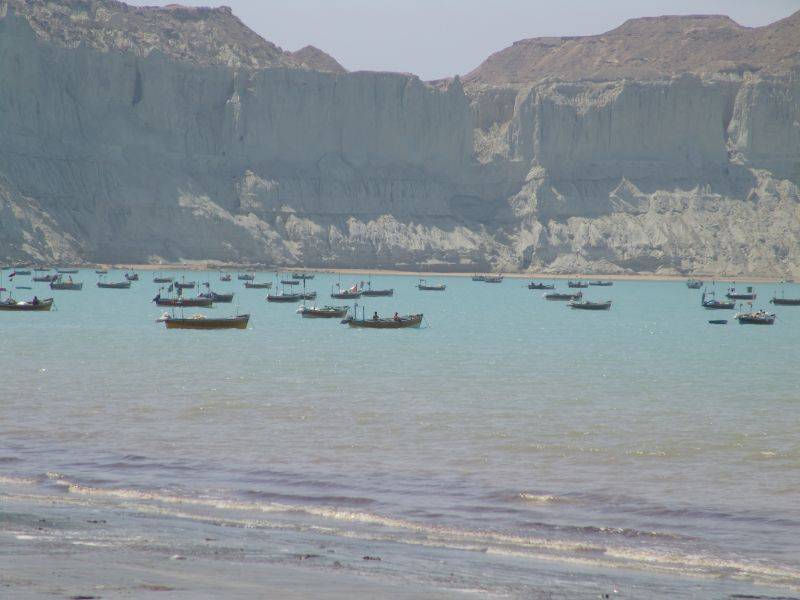
Fischerboote in der Gwadar West Bay; der Koh-e-Batil im Hintergrund

Die Region um das heutige Gwadar wurde während der Bronzezeit von einem unbekannten Volk bewohnt, das in einigen Oasen siedelte. Später wurde das Gebiet zur Provinz Gedrosien des persischen Achämenidenreichs. Vermutlich wurde es von Kyros II. erobert. Während der Eroberungszüge von Alexander dem Großen segelte sein Admiral Nearchos mit einer Flotte entlang der Küste des heutigen Makran. Er beschrieb die Gegend als trocken und bergig, in der die Ichthyophagoi (Fischesser) leben. Deren Name ist die griechische Übersetzung des altpersischen „Mahi khoran“, wovon sich der heutige Name der Region Makran herleitet. Nach dem Zerfall des Alexanderreichs wurde die Region von Seleukos I. regiert, einem der Generäle Alexanders. Ab 303 v. Chr. wurde die Region von Chandara Gupta Moria und anderen lokalen Herrschern regiert. Zeitweise war die Stadt die Heimat von Piraten.
Im Jahre 711 eroberte Muhammad bin Qasim mit einem arabisch-muslimischen Heer Gwadar. Später folgten andere Eroberer wie das Mogulreich und die Safawiden. Früh spielte Gwadar eine wichtige Rolle beim Handel mit Sklaven, Gewürzen und Elfenbein zwischen den Anrainern des Indischen Ozeans und Zentralasien. Im 16. Jahrhundert scheiterten die Portugiesen beim Versuch, die Stadt zu erobern, am Widerstand des Stammes der Kalmat. Danach regierten knapp 200 Jahre lokale Stämme der Belutschen das Gebiet.
1783 übertrug Mir Nasir, der Khan von Kalat, die Oberhoheit über Gwadar an Sultan ibn Ahmad von der omanischen Said-Dynastie, der nach einem Thronstreit mit seinem Bruder aus Maskat geflohen war. Nachdem Sultan ibn Ahmad Maskat zurückerobert hatte, behielt er die Kontrolle über Gwadar und übertrug die Herrschaft einem Gouverneur (Wali). Dieser wurde beauftragt, auch die nahe im heutigen Iran gelegene Küstenstadt Tschahbahar zu unterwerfen. In der Zeit der omanischen Herrschaft wurde die Festung in Gwadar errichtet. Der Oman wurde 1891 britisches Protektorat. Gwadar blieb Teil des Oman, als das umliegende Gebiet als Pakistan 1947 die Unabhängigkeit vom Vereinigten Königreich erhielt.
Am 8. September 1958 übergab der Oman die Exklave Gwadar an Pakistan, nachdem Aga Khan III. drei Millionen Pfund dafür gezahlt hatte. Gwadar wurde nach einer Übergangsperiode am 1. Juli 1977 Teil der Provinz Belutschistan.

## Hafen

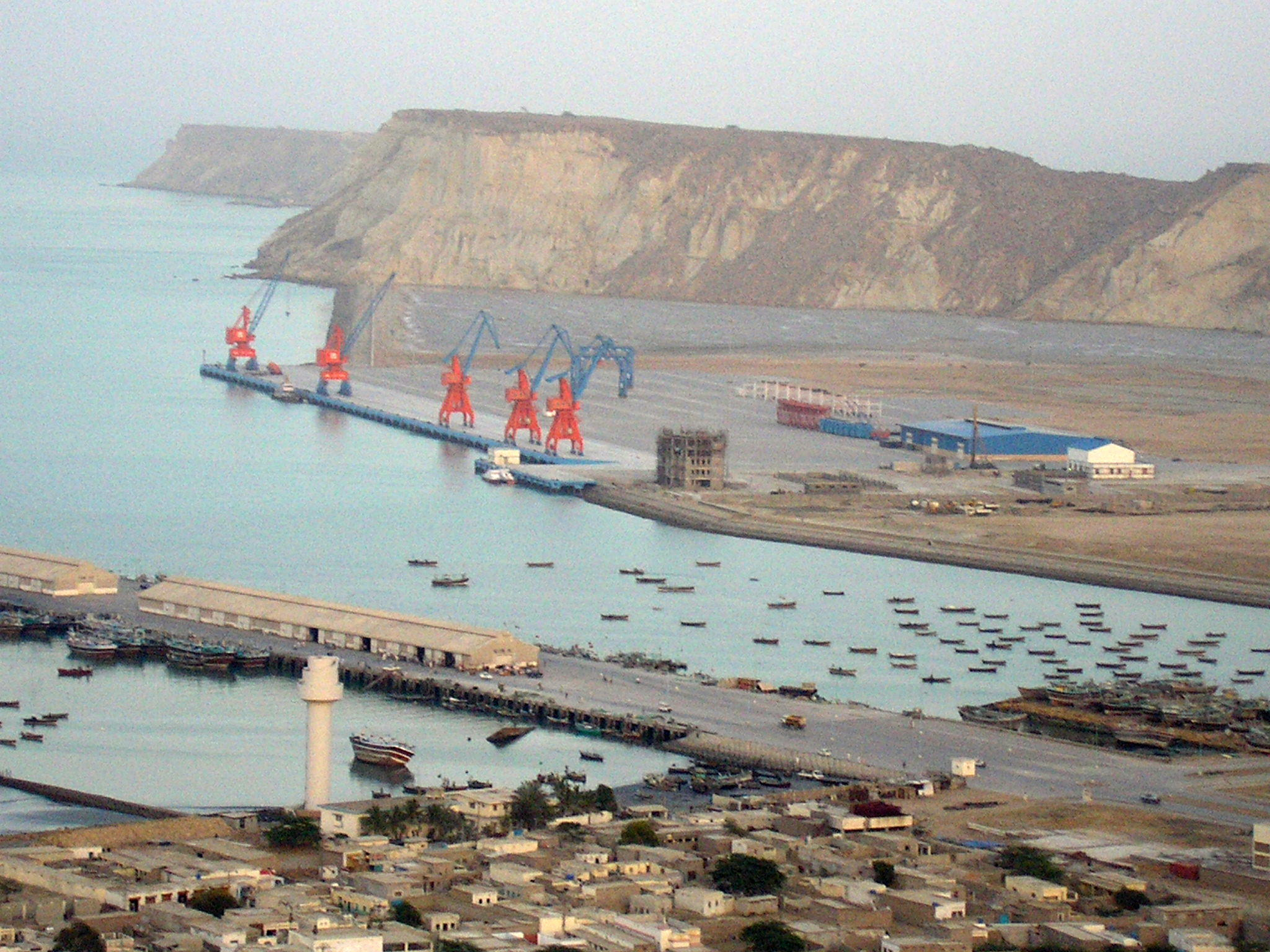
Der neue Hafen in der Gwadar East Bay; der Koh-e-Batil im Hintergrund

### Vorgeschichte
Ab März 2002 entstand in der East Bay von Gwadar im Schutz des Felsenplateaus unter chinesischer Führung ein Öl- und Container-Tiefseehafen, der als erster Hafen Pakistans für alle Schiffsgrößen geeignet ist. Pakistan verspricht sich eine wirtschaftliche Entwicklung der gesamten Region und eine Entlastung von Karachi als Haupthandelshafen. 2007 wurde der neue Hafen offiziell eröffnet. Eine Milliarde US-Dollar hatte der Bau bis dahin gekostet. China selbst hatte 200 Millionen Dollar investiert. 2004 und 2006 wurden insgesamt sechs chinesische Ingenieure von belutschischen Aufständischen ermordet. 2010 wurde der gesamte Komplex fertiggestellt.
Neben dem Hafen sind auch ein Industriegebiet und eine Autobahn, die Gwadar mit dem restlichen Land verbinden soll, geplant. Bisher führt von Gwadar nur eine Straße, der Makran Coastal Highway (N 10), durch zumeist unwirtliche Wüste über eine Strecke von 630 km nach Karatschi. China baut außerdem einen neuen Flughafen. Auf dem Felsplateau sind ausgedehnte Wohnsiedlungen geplant.
2007 räumte die Regierung Pakistans Gwadar für 40 Jahre einen Freihafen-Status ein und übertrug die Hafenverwaltung an PSA Singapore. Seit 2013 wird der Hafen von einer chinesischen Firma verwaltet.

### Strategische Bedeutung des Hafens
Gwadar liegt am Eingang zum Persischen Golf, von wo ein Großteil der Erdöllieferungen der Welt stammen. Bisher muss sechzig Prozent von Chinas Ölimporten mit dem Schiff aus dem Persischen Golf nach Shanghai über eine Strecke von mehr als 16.000 Kilometer transportiert werden. Die Fahrt dauert zwei bis drei Monate und ist zudem verschiedenen Risiken wie Piraterie und schlechtem Wetter ausgesetzt. Zukünftig können Chinas zentralasiatische Westprovinzen von Gwadar aus über den Landweg mit Erdöl und anderen Rohstoffen aus Arabien und Afrika versorgt werden. Somit können die Westprovinzen Chinas ihre Handelsgüter über zum Teil von China gebaute Straßen transportieren und über Gwadar einschiffen. Zudem führt eine Erdgaspipeline von den zentralasiatischen „stan-Staaten“ nach Gwadar und ermöglicht so den Weitertransport von Erdgas auf dem Seeweg. Hier steht Gwadar in direkter Konkurrenz zu iranischen Häfen, insbesondere Chahbahar.
Ein weiterer wichtiger Umstand ist die Möglichkeit für die Marine der Volksrepublik China, diesen Hafen als Stützpunkt zu nutzen. Hier spielt die unmittelbare Nähe zum Rivalen Indien eine entscheidende Rolle, wie auch die Tatsache, dass Gwadar nur rund 400 Kilometer von der für die Energieversorgung der Welt bedeutsamen Straße von Hormus entfernt liegt. Die Grenze zur Islamischen Republik Iran ist 60 Kilometer entfernt. Dahin führt von Gwadar die Nationalstraße 10. Dem Hafen und der Stadt Gwadar wurden 2006 aufgrund der hervorragenden geopolitischen Lage eine rasante Entwicklung vorhergesagt.

### Lokale Proteste gegen den Hafenbau
Die lokale Bevölkerung des kleinen Fischerortes wurde nicht in das Konzept eingebunden. Neben dem modernen Hafen wurden Luxuswohnungen in exponierter Lage geplant, obwohl es in den alten Stadtvierteln immer noch an Trinkwasser und Strom fehlte. Nach Anschlägen belutschischer Nationalisten (siehe auch Belutschistankonflikt) wurden Militärcheckpoints errichtet, die das Leben der Stadtbewohner zusätzlich erschwerten. Die Haupteinnahmequelle der Bewohner, die Fischerei, wurde durch den illegalen Fischfang chinesischer Trawler gefährdet. Ende 2021 entlud sich die Frustration in einem großen Protest, bei dem Demonstranten wochenlang eine Hauptstraße blockierten.

## Flughafen
Der „Gwadar International Airport“ besteht seit 1966. Zusätzlich wurde der „New Gwadar International Airport“ erbaut und 2025 eröffnet.